# Ducati 748

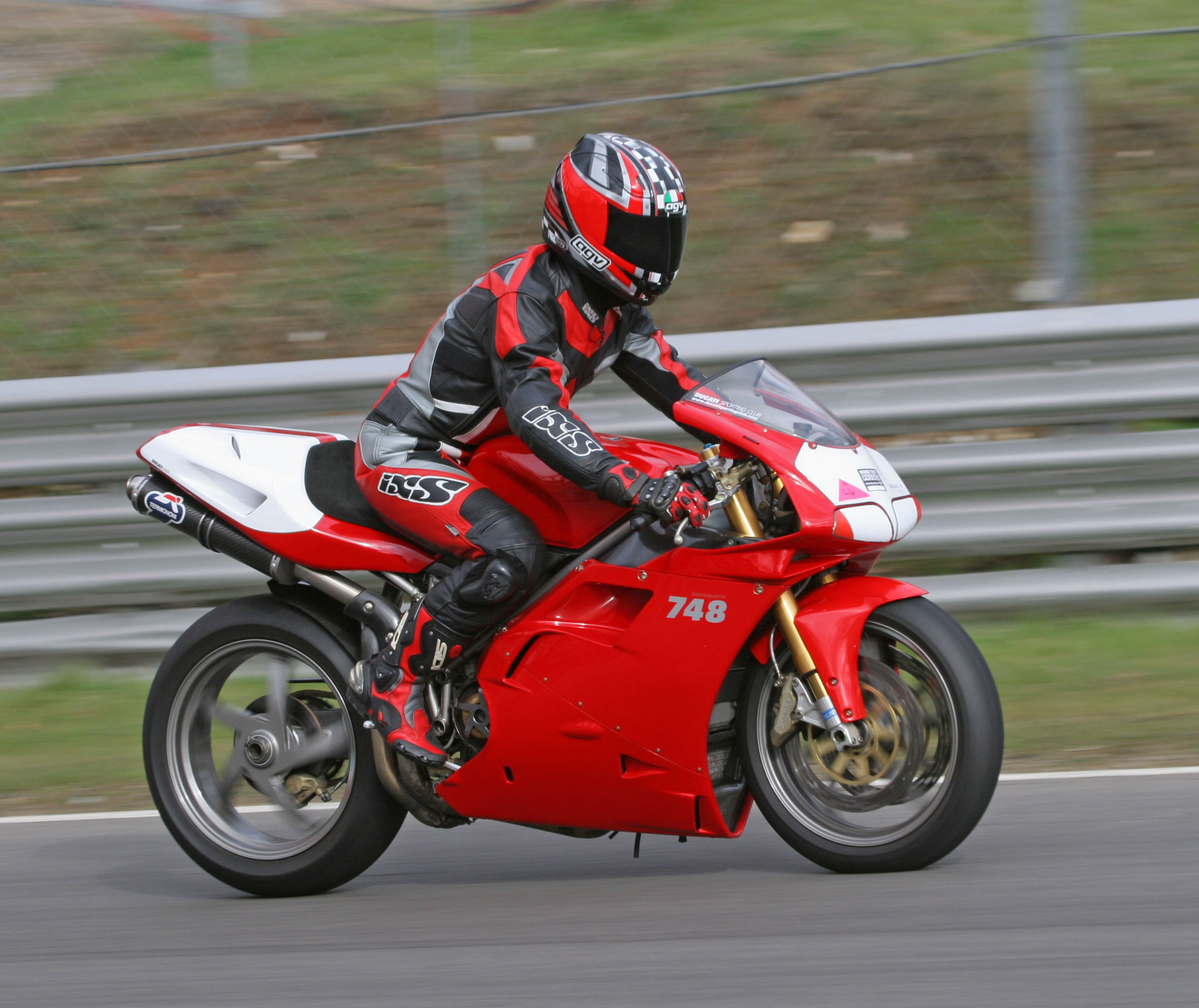
Ducati 748

Ducati 748 — це найменша версія Ducati 916, італійського спортивного мотоциклу виробництва Ducati з 1994 по 2002. Був замінений на Ducati 749.

## Дизайн
Ducati 748 багато в чому ідентичний з 916-им. Різниця тільки в розмірах (180/55/17 проти 190/50/17 у 916) та потужності двигуна (діаметр 88 мм, хід 61,5 мм) 748 кубічних сантиметрів. Менший поршень дає 11500 об/хв, його менші розміри дозволяють двигуну швидше набирати потужність.

## Варіанти
Ducati випустила кілька варіантів 748-го, починаючи із стандартного 748 Biposto (що значить "подвійне сидіння") в 1994 і потім в 1995-96 748SP та в 1996-99 потужніший 748SPS. Різні варіанти двигунів (вага близько 120 фунтів кожен), що мають, як мінімум, 95 кінських сил. Двигуни SP та SPS тюнинговані і йдуть тільки у варіанті Monoposto (що значить "одне сидіння"), також можливо замовити стандарт 748 з монопосто опцією, що гомологізується в гоночні машини.
Двигун також може йти з масляним радіатором.
Ducati 748L, також відомий як Neiman Marcus edition, був випущений Ducati Motors в обмеженій кількості. Сто штук було випущено в 1998 році і було продано ексклюзивно через каталог Neiman Marcus. Особливості 748L: фарба "металік", переднє крило із вуглецю та захист ланцюга.
У 2000 році Ducati перевипустила свою 748-му модельну лінію, що включала в себе 3 варіанти:
Базова модель, також відома як 748E, у варіантах Biposto або Monoposto, із 3-спицевими золотими колесами та золотою рамою.